# Onancock

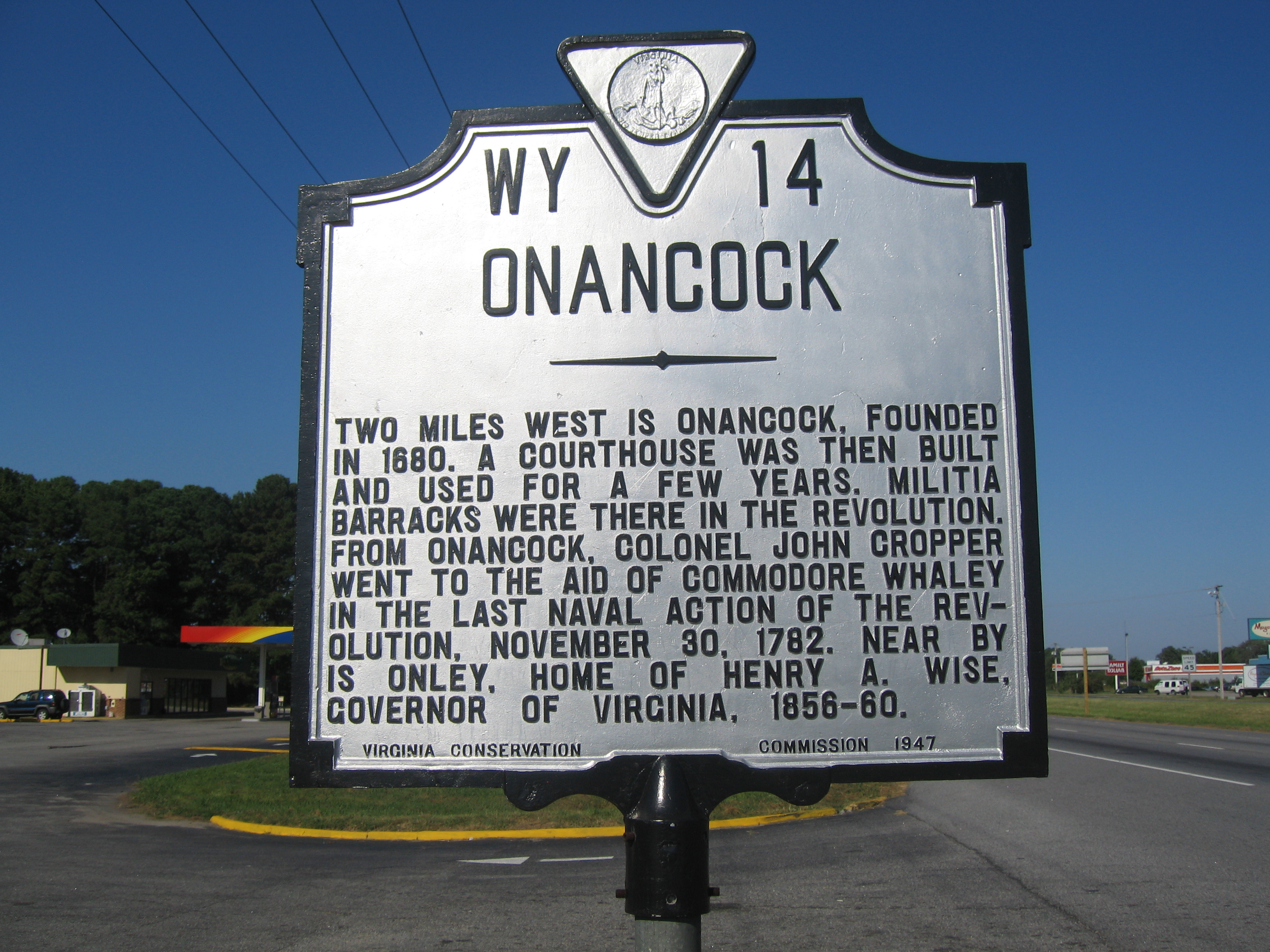
Onancock, Tafel der historischen Landmarken

Onancock ist eine Stadt im US-Bundesstaat Virginia. Das U.S. Census Bureau hat bei der Volkszählung 2020 eine Einwohnerzahl von 1.169 ermittelt. Die Stadt liegt im ländlichen Accomack County an der Chesapeake Bay und besitzt einen kleinen Hafen.
1680 wurde die Stadt als Port Scarborough gegründet. Der heutige Ortsname ist indianischer Herkunft und bedeutet so viel wie nebeliger Ort.
An der Spitze der Stadtverwaltung steht der gewählte Bürgermeister, dem der Stadtrat nachgeordnet ist. Die Beschlüsse des Stadtrates werden vom Town Manager ausgeführt.